# ミラノ〜サンレモ2008
ミラノ〜サンレモ2008は、2008年3月22日に298kmの行程で開催されたミラノ〜サンレモ99回目の自転車プロロードレース。ファビアン・カンチェラーラが初優勝。スイス国籍選手としては1987年のエリッヒ・メヒラー以来、史上2人目の優勝者となった。

## 結果
|    | 選手名                     | 国籍       | チーム                                 | 時間          |
| -- | -------------------------- | ---------- | -------------------------------------- | ------------- |
| 1  | ファビアン・カンチェラーラ | スイス     | チームCSC                              | 7時間14分35秒 |
| 2  | フィリッポ・ポッツァート   | イタリア   | リクイガス                             | +04秒         |
| 3  | フィリップ・ジルベール     | ベルギー   | フランセーズ・デ・ジュー               | 同            |
| 4  | ダビデ・レベリン           | イタリア   | ゲロルシュタイナー                     | 同            |
| 5  | ミルコ・ロレンツェット     | イタリア   | ランプレ                               | 同            |
| 6  | アントニー・ジェラン       | フランス   | ブイグ・テレコム                       | 同            |
| 7  | リナルド・ノチェンティーニ | イタリア   | アージェードゥーゼル・ラモンディアーレ | 同            |
| 8  | オスカル・フレイレ         | スペイン   | ラボバンク                             | +05秒         |
| 9  | トル・フースホフト         | ノルウェー | クレディ・アグリコール                 | 同            |
| 10 | クルトアスル・アルヴェセン | ノルウェー | チームCSC                              | 同            |